# I Gotta Feeling
"I Gotta Feeling" é uma canção do grupo norte-americano Black Eyed Peas, presente em seu quinto álbum, The E.N.D. (2009). Foi escrita por todos os componentes do grupo, David Guetta e Frédéric Riesterer, e produzida por Guetta e coproduzida por Riesterer. Ela foi tocada pela primeira vez na estação de rádio americana KISS FM, em 21 de maio de 2009, porém, sua estreia oficial nas rádios ocorreu em 15 de Junho do mesmo ano. A canção contém amostras de "Take a Dive" de Bryan Pringles, "Love is Gone" de David Guetta e arranjos de "Open Your Eyes" da banda britânica Snow Patrol.
"I Gotta Feeling" debutou na segunda posição na Billboard Hot 100, apenas atrás de outra canção do grupo, "Boom Boom Pow", tornando-se o grupo em um dos 11 artistas que ocuparam as duas primeiras posições desta parada ao mesmo tempo. A canção mais tarde alcançou a primeira posição, e em mais vinte em todo o mundo. Ela foi nomeada para Gravação do Ano no Grammy Awards de 2010 e ganhou em Melhor Performance Pop por uma Dupla ou Grupo. "I Gotta Feeling" ficou na quinta posição da Billboard Hot 100 Songs of the Decade. Foi também nomeada para Canção do Ano nos World Music Awards de 2009 e é a música com mais downloads feitos na iTunes Store. Em março de 2011, tornou-se na primeira música digital na história a vender mais de 7 milhões de cópias digitais nos Estados Unidos. Isso também torna-o como a maior venda digital.

## Antecedentes e desenvolvimento

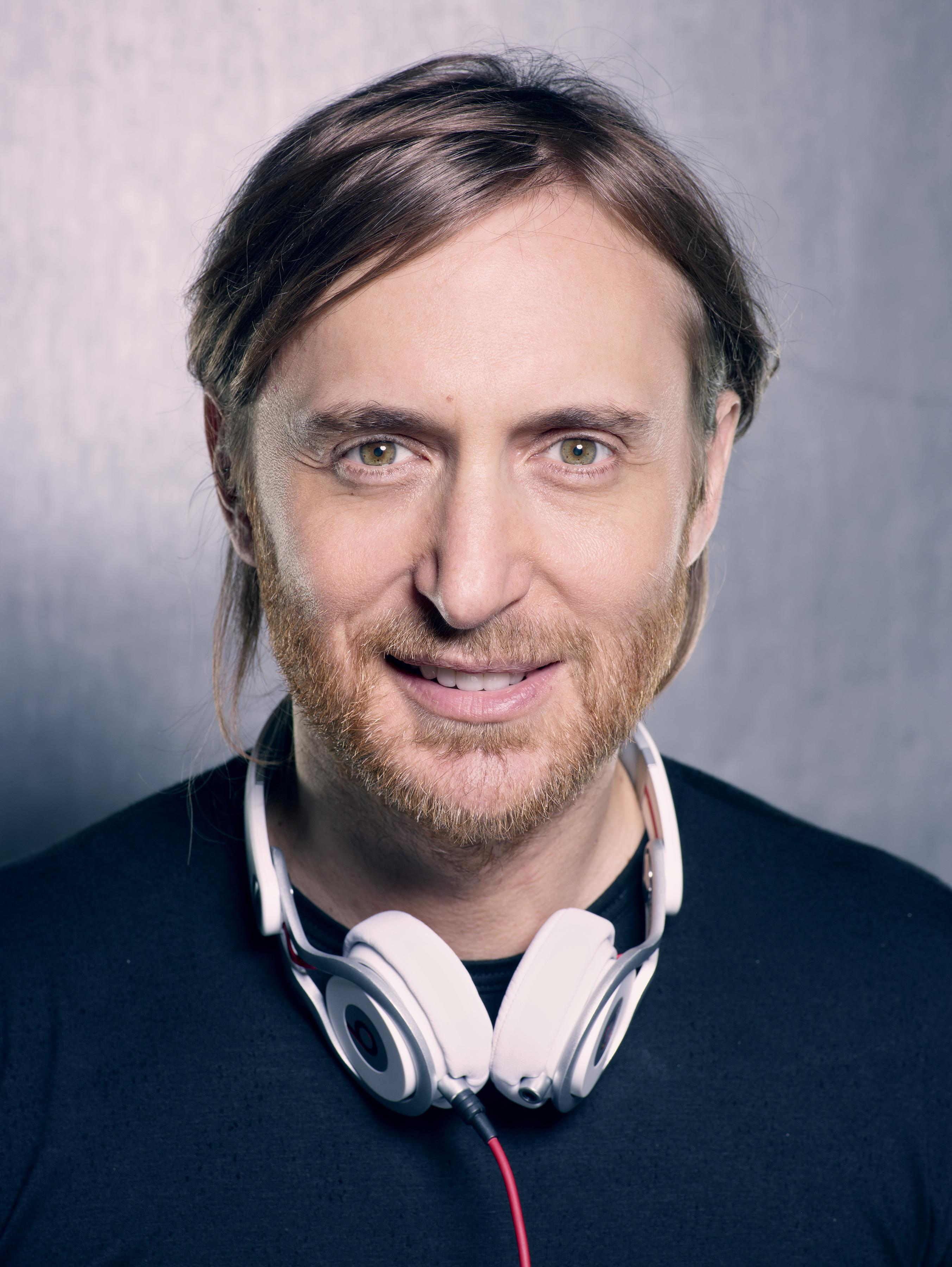
O DJ francês David Guetta ajudou a compositar a música.

Fred Rister elaborou o que se tornaria a canção Love Is Gone, que foi reformulado em seguida por David Guetta e Joachim Garraud. O single, a primeira parte do novo álbum de Guetta, foi lançado na primavera de 2007. Ele fez uma entrada reservada no Billboard Hot 100, mas foi marcado regularmente em discotecas e rádios americanas. Até então, Guetta permanecia pouco reconhecido nos Estados Unidos, mas as coisas mudaram com essa música, que se tornaria um sucesso nos clubes de dance, mas também no hip-hop. No final de 2008, will.i.am do grupo Black Eyed Peas entra em contato com David Guetta para saber se ele poderia produzir.
De acordo com will.i.am, essa canção nasceu de uma simples troca de e-mail entre David Guetta e Black Eyed Peas. David Guetta especifica em janeiro de 2010, no programa A noite nos pertence, que a história começa com um simples SMS enviado a ele por will.i.am, para perguntar se ele pode telefoná-lo.
O instrumental é inicialmente um trabalho de estúdio não destinado ao grupo americano, mas também para o futuro álbum de Guetta. É composto por Fred Rister e David Guetta. A música retoma a estrutura musical, especialmente o som da guitarra, de Love Is Gone. No dia seguinte, will.i.am telefona para David Guetta; o grupo ainda está entusiasmado com o sucesso do Monkey Business. O DJ francês o faz ouvir o instrumento em que trabalha. A reação de will.i.am foi instantânea: "Eu quero essa porra de música para o meu álbum!" Ele escreve.
Foi enviado em MP3 por e-mail para o cantor americano, enviando em resposta, alguns dias depois, as vozes a serem colocadas nele, coro e versos incluídos. Naquele momento, as coisas aceleram para Guetta: ele parte para Los Angeles para os estúdios da Interscope, o local habitual de gravação do grupo; "Fiquei realmente impressionado, como uma criança", diz ele. Em alguns dias, a canção foi concluída. Por seu lado, will.i.am promove amplamente o DJ francês: "Como ele aparentemente falou muito bem de mim, todo mundo me ligou no meu celular após esta sessão", diz Guetta. Por reciprocidade, enquanto Guetta produzia essa canção, além de Rock That Body, mais tarde ele pediu ao cantor do Black Eyed Peas para participar de One Love em duas músicas.

## Composição e recepção crítica
Desculpe, não reconheço formatoA canção é uma música dance-pop, que dura quatro minutos e 49 segundos. Ele segue o inspirado tema dance-pop de The E.N.D, baseado no uso pesado de Auto-Tune e sintetizadores futuristas enquanto percorre um ritmo tic-tac.
A música começa de uma maneira contida e depois se move para uma batida de dança pulsante que mudam os padrões, de modo que pelo menos um revisor pensou que mudou os ritmos, embora, na verdade o ritmo não mude, sugerindo o uso de uma faixa de clique na gravação. Contém influências eletrônicas. A canção é composta no compasso de tempo comum e composto na nota de sol maior com um ritmo moderado de 128 batidas por minuto. O alcance vocal do grupo se estende de G3 a A5.
"I Gotta Feeling" recebeu críticas positivas de críticos de música. David Balls, escritor da Digital Spy, classificou a música com quatro estrelas, escrevendo que a música é "tão peculiar quanto seu antecessor ("Boom Boom Pow") ". No entanto, ele o comparou à "Biologia" de Girls Aloud, escrevendo que elas soam como uma coleção de ideias musicais "que só faz sentido depois de algumas escutas".
Outro escritor da Digital Spy, Nick Levine, elogiou "I Gotta Feeling" e "Rock That Body" como colaborações importantes com o disc-jockey francês David Guetta. Críticos de música como John Bush, do All Music Guide, e Andy Gill, do The Independent, o classificaram como uma das melhores faixas do álbum. Ann Powers escreveu uma crítica positiva sobre "I Gotta Feeling", observando que "os Peas deixam entrar alguma doçura e luz humana" na música e que ela usa "uma linha vocal quente e repetitiva para significar um bom humor".
Ben Westhoff, do Las Vegas Weekly, descartou a música como uma mistura de house, electro e dancehall, que não funcionam em comparação com as músicas do The E.N.D como "Imma Be" e "One Tribe". Mike Schiller, escritor da PopMatters, achou a música irresistível, escrevendo que "é uma daquelas músicas de dança que é impossível odiar graças a algo como uma ingenuidade de boa índole". Em sua resenha do álbum para Stuff.co.nz, Chris Schultz descartou as letras, escrevendo que elas eram as piores desde "Right Round", de Flo Rida.

## Vídeo musical

Uma cena de festa mostrando (da esquerda para a direita) Apl.de.ap, Fergie, will.i.am e Taboo no videoclipe oficial de "I Gotta Feeling".

O videoclipe para a canção em uma versão finalizada estreou em 2 de junho de 2009. Há dois clipes para a canção, um com cenas explícitas e outro que promoverá a Deluxe Edition (Edição de Luxo) do álbum. Antes disso, em 29 de maio de 2009, uma versão incompleta do videoclipe foi postada na internet.
No videoclipe, o grupo está em uma festa, onde eles dançam, cantam e repetem o trecho da Música: "Hoje, a noite vai ser boa, vamos aproveitar", e também "o nosso lema é festa todos os dias". No final do clipe, eles passam tinta fluorecente no rosto e cantam e dançam no escuro. O clipe conta com a participação de David Guetta, Kid Cudi, Katy Perry e a Drag Queen Ongina.

## Faixas e formatos
| - CD Single (Promo) 1. "I Gotta Feeling" (Rádio Mix) — 4:07 2. "I Gotta Feeling" (Versão do Álbum) — 4:54 3. "I Gotta Feeling" (Instrumental) — 4:52 | - Download Digital E.P. 1. "Gotta Feeling" (David Guetta's FMIF Remix) — 6:12 2. "I Gotta Feeling" (Printz Board vs. Zuper_Blahq Remix) — 5:04 3. "I Gotta Feeling" (Laidback Luke Remix) — 6:28 4. "I Gotta Feeling" (Zuper Blahq Remix) — 5:48 5. "I Gotta Feeling" (Taboo's Broken Spanglish Remix) — 4:51 | - CD Single UK 1. "I Gotta Feeling" (Radio Edit) — 4:06 2. "Boom Boom Pow" (David Guetta's Electro Hop Remix) — 4:05 | - CD Single Alemão 1. "I Gotta Feeling" (Radio Edit) — 4:06 2. "Boom Boom Guetta" (David Guetta's Electro Hop Remix) — 4:05 3. "I Gotta Feeling" (Instrumental Version) — 4:49 4. "I Gotta Feeling" (Official Video) — 4:52 |

## Desempenho nas paradas musicais
A canção ficou em primeiro lugar em vários países, inclusive foi a música de maior sucesso em 2009 na Austrália, Holanda e Nova Zelândia. Também alcançou o número um em várias outras paradas da Billboard, incluindo Hot Digital Songs, Mainstream Top 40 e Radio Songs.
Foi o segundo single do grupo a vender mais de 6 milhões de downloads nos Estados Unidos, e foi certificado 7× Platina em 25 de agosto de 2010 pela Recording Industry Association of America (RIAA), significando vendas de mais de 7 milhões de unidades. Foi a primeira música a atingir vendas de mais de 6 milhões (25 de julho de 2010), 7 milhões (20 de março de 2011), 8 milhões (24 de junho de 2012) e 9 milhões (7 de junho de 2019). Ele também ganhou o prêmio de ser o melhor vendedor digital da história.
No Canadá, a música estreou no Canadian Hot 100 no número dois, atrás de "Boom Boom Pow", semelhante ao seu início nos Estados Unidos, na semana que terminou em 27 de junho de 2009. Na semana seguinte, subiu para o número um após um aumento no airplay, onde manteve essa posição por 16 semanas consecutivas, estabelecendo o recorde de corrida mais longa no número um desde o início do gráfico em 2007. A música esteve presente na parada por um total de 76 semanas, estabelecendo o recorde de permanência mais longa na parada. A música foi certificada como Diamante pela Music Canada por vendas de mais de 800.000 downloads digitais.
| Tabelas musicais (2009-2010)                                  | Melhor posição |
| ------------------------------------------------------------- | -------------- |
| Estados Unidos - Billboard Hot 100                            | 1(14x)         |
| Canadá - Hot 100                                              | 1              |
| Alemanha - German Singles Chart                               | 3              |
| Austrália - ARIA Charts                                       | 1              |
| Áustria - Ö3 Austria Top 40                                   | 2              |
| Bulgária - Singles Chart                                      | 1              |
| Bélgica - Singles Chart                                       | 1              |
| Eslováquia - Slovak Airplay Chart                             | 1              |
| Espanha - Spanish Singles Chart                               | 2              |
| União Europeia - European Hot 100 Singles                     | 1              |
| França - Singles Chart                                        | 2              |
| Finlândia - Top 20                                            | 5              |
| Hungria - Hungarian Singles Chart                             | 4              |
| Irlanda - Top 50                                              | 1              |
| Itália - Singles Chart                                        | 1              |
| Japão - Hot 100                                               | 2              |
| Nova Zelândia - Recording Industry Association of New Zealand | 1              |
| Países Baixos - Dutch Top 40                                  | 1              |
| Dinamarca - Singles Chart                                     | 1              |
| Noruega Hot Singles                                           | 2              |
| Suécia - Parada de Singles                                    | 1              |
| Suíça - Swiss Singles Chart                                   | 1              |
| Reino Unido - Singles Chart                                   | 1              |

| Região                                                                                          | Certificação | Vendas      |
| ----------------------------------------------------------------------------------------------- | ------------ | ----------- |
| Alemanha (BVMI)                                                                                 | 3× Ouro      | 450 000^    |
| Austrália (ARIA)                                                                                | 5× Platina   | 350 000^    |
| Bélgica (BEA)                                                                                   | 2× Platina   | 60 000‡     |
| Canadá (Music Canada)                                                                           | Diamante     | 400 000‡    |
| Dinamarca (IFPI Dinamarca)                                                                      | Ouro         | 15 000^     |
| Espanha (PROMUSICAE)                                                                            | 3× Platina   | 120 000^    |
| Estados Unidos (RIAA)                                                                           | 3× Platina   | 10 000 000‡ |
| França (SNEP)                                                                                   | Platina      | 250 000‡    |
| Japão (Japan Hot 100)                                                                           | Ouro         | 100 000^    |
| Nova Zelândia (RMNZ)                                                                            | 3× Platina   | 45 000‡     |
| Reino Unido (UKChartsPlus)                                                                      | 4× Platina   | 2 713 158^  |
| Suécia (GLF)                                                                                    | Platina      | 20 000^     |
| Suíça (IFPI Suíça)                                                                              | 2× Platina   | 60 000^     |
| ^ vendas baseadas somente na certificação ‡ números de remessas baseadas apenas na certificação |              |             |

## Nota
1. ↑  I Gotta Feeling e a gravação de One Love marcarão gradualmente o fim das colaborações entre Garraud e Guetta; Fred Rister terá cada vez mais lugar nas produções.